# Stuveryd och Bengtsgården
Stuveryd och Bengtsgården är en av SCB avgränsad och namnsatt småort i Eksjö kommun, Jönköpings län. Den omfattar bebyggelse i Stuveryd och vid Bengtsgården belägna vid Stora Dammen och Bruzaån i Hults socken.

## Historia
Området utgörs till största del av bostadsbebyggelsen kring det gamla metallduksväveriet som var en av bygdens största arbetsgivare fram till nedläggning 1993. Minnet av detta lever kvar dels i fabrikslokalerna dels i namnet på ortens busshållplats, "Metallduk".
Småorten hade 78 invånare år 1990 och 90 invånare år 1995 och kallades då av SCB för "Eksjö:1 Metallbyggsområdet/Stuveryd". År 2000 var invånarantalet 58 och orten kallades då "Bengtsgården". 2010 hade orten fått nuvarande namn av SCB och hade då 51 invånare.>
Småorten utgör i praktiken en del av Bruzaholm och är således den del av Bruzaholm som ligger i Hults distrikt, större delen av Bruzaholm ligger i Ingatorps distrikt. Själva Bengtsgården (uppkallad efter metallduksväveriet grundare Gösta Bengtsson) ligger emellertid i Edshults distrikt.
Stuveryd är egentligen en gård längre nordväst inom Hults socken och småortens område har i äldre tid utgjort gården Stuveryds utmarker vid Brusaån. Stuveryd omnämns första gången år 1345 när ägaren skänker gården till Vreta kloster. En intilliggande bäck har fått namn av Stuveryd liksom ett naturreservat
På grund av Brusaåns fall på platsen anlades här kvarnar, sågar och andra industrier åtminstone från 1600-talet och framåt.
Den moderna bebyggelsen kom att växa fram under 1900-talet. Efter att ovan nämnda Gösta Bengtsson lämnat Bruzaholms bruk lät han anlägga metallduksfabrik på platsen år 1906. Fabriken hade då uppemot 70 anställda och var Hults sockens största arbetsgivare. 1915 fick företaget namnet AB Metallduk. I början av 1930-talet fanns här uppemot 120 anställda vilket växte till 150 i slutet av 1960-talet. Bostadsbebyggelsen växte fram i takt med fabrikens tillväxt. Under 1980-talet fick företaget som vuxit till en större koncern namnet Bruza Unaform och köptes upp av brittiska koncernen Scapa Group som i sin tur lade ner tillverkningen 1993. Nedläggningen sammanfaller med en drastisk minskning av folkmängden.
En del av tillverkningen togs över av anställda och framställning av ståldukar pågår ännu på 2020-talet.